# Julienne (Name)
Julienne ist ein französischer weiblicher Vorname, der sich vom lateinischen Namen Julia herleitet.

## Berühmte Namensträger/-innen
- Julienne-Hippolyte d’Estrées (16. Jhd./17. Jhd.), französische Herzogin
- Julienne Gauvain (1806–1833), alias Juliette Drouet, französische Schauspielerin, Muse des Schriftstellers Victor Hugo
- Julienne Bloch (1833–1868), französische Pädagogin
- Julienne Mathieu (18. Jhd/19. Jhd.), französische Schauspielerin
- Julienne Keutcha (1924–2000), kamerunische Politikerin
- Julienne Oviedo Sánchez, kubanischer Timbalspieler
- Julienne Marie Hendricks (* 1937), alias Julienne Scanlon, US-amerikanische Schauspielerin
- Sheree Julienne Wilson (* 1958), US-amerikanische Schauspielerin
- Julienne Davis (* 1973), US-amerikanische Schauspielerin
- Julienne Zanga (* 1973), kamerunische Schriftstellerin
- Julienne Pfeil, schweizerische Schauspielerin
- Julienne Weißflog, deutsche Autorin
- Julienne Christofferson, deutsche Autorin
- Julienne van der Chys, niederländische Autorin
- Julienne Suffa, deutsche Lyrikerin
- Julienne Hanson, US-amerikanische Soziologin
- Julienne Zaimat, französisches Model und Schauspielerin